# Vaginální suchost
Vaginální suchost (nebo také poševní suchost) je běžný a často bolestivý stav, při kterém dochází k úbytku přirozené vlhkosti a pružnosti poševní sliznice. Nejčastěji se vyskytuje u žen v období menopauzy a po ní, kdy hladina estrogenu klesá, což vede k ztenčení a vysychání poševních tkání. Tento stav, známý také jako vaginální atrofie, může způsobovat nepříjemné pocity při běžných činnostech, jako je sezení, cvičení nebo močení, a výrazně ztěžovat pohlavní styk. Kromě menopauzy mohou být příčinami vaginální suchosti i kojení, užívání hormonální antikoncepce, některé léky (např. antihistaminika, antidepresiva), chemoterapie, chirurgické odstranění vaječníků nebo autoimunitní onemocnění, jako je Sjögrenův syndrom. Přestože je vaginální suchost běžná, existuje řada účinných léčebných možností, včetně hormonálních přípravků, lubrikantů a krémů, které mohou zmírnit příznaky a zlepšit kvalitu života postižených žen.